# Funkerschrift
Als Funkerschrift wird eine spezielle Schrift beziehungsweise Schreibweise bezeichnet, die früher von Funkern bei der handschriftlichen Aufzeichnung von Morsenachrichten benutzt wurde. Um hierbei Irrtümer zu vermeiden, wurden einige Buchstaben deutlich anders geschrieben als allgemein üblich.
Noch heute wird Funkerschrift von Funkamateuren aus demselben Grund genutzt.

## Hintergrund

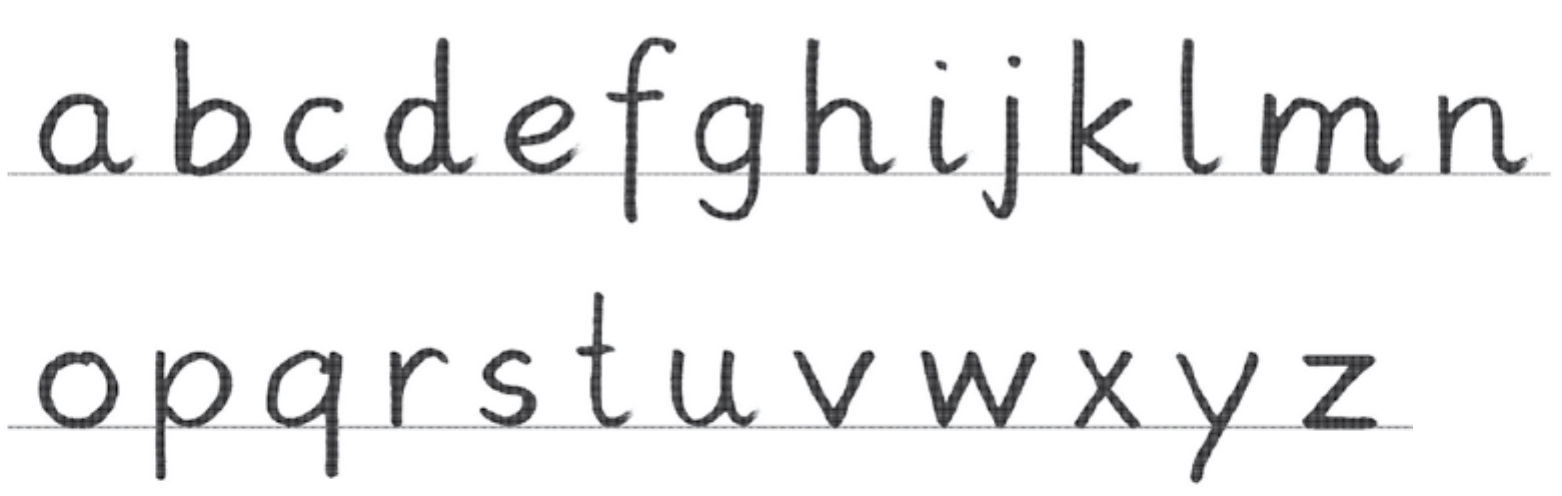
Bei von Hand geschriebenen Druckschrift-Buchstaben gibt es Verwechslungsmöglichkeiten

Grundsätzlich verwendet man beim Notieren von Morsecode eher Kleinbuchstaben als Großbuchstaben, da erstere schneller geschrieben werden können. Bei Verwendung der üblichen Schreibschrift oder auch von Druckschrift (Bild) besteht allerdings Verwechslungsgefahr zwischen Buchstaben wie „a“ und „d“, „c“ und „e“, „e“ und „l“, „n“ und „u“ oder „g“ und „q“, insbesondere dann, wenn schnell geschrieben wird.

## Schreibweise
Um Irrtümer oder Verwechslungen bei der nachträglichen Interpretation des nicht selten hastig Aufgeschriebenen möglichst zu vermeiden, hat es sich eingebürgert, verwechslungsträchtige Buchstaben durch markant andere Schreibweise deutlich abzuheben. Dies betrifft insbesondere die Buchstaben „d“, „e“, „q“ und „u“. Zuweilen wird auch das „r“ und das „s“ anders geschrieben als gewohnt.
- Um eine Verwechslung zwischen „a“ und „d“ auszuschließen, wird letzterer ähnlich wie ein kleines griechisches Delta, also wie „δ“ geschrieben.
- Um „e“ von „c“ und „l“ deutlicher abzugrenzen, schreibt man ersteren wie ein kleines griechisches Epsilon, also „ε“.
- Damit der Buchstabe „q“ möglichst nicht mit einem „g“ verwechselt wird, ergänzt man beim „q“ handschriftlich einen kleinen Querstrich. Damit ähnelt er entfernt dem Venussymbol „♀“.
- Um „n“ und „u“ deutlich voneinander abzugrenzen, fügt man bei letzterem einen Überstrich hinzu, so wie es in früheren Zeiten ohnehin üblich war, also „ū“.

Die von Funkern bevorzugte Schreibweise der Ziffer Null

Darüber hinaus kann eine handschriftlich notierte Ziffer Null (0) irrtümlich als Buchstabe „o“ interpretiert werden.
- Um Verwechslung von „o“ und „0“ zu vermeiden, ergänzen Funker bei der Ziffer einen Schrägstrich, schreiben also „Ø“.

## Funkeralphabet
Zusammenfassend sieht also das als Funkerschrift verwendete spezielle Alphabet in etwa wie folgt aus:
```
 a   b   c   δ   ε   f   g   h   i   j   k   l   m
 n   o   p   ♀   r   s   t   ū   v   w   x   y   z

```

Da ein geeigneter Font zur getreuen Darstellung von Handschrift hier nicht vorliegt, kann die obige Tabelle die Schreibweise nur unvollständig andeuten und nicht korrekt wiedergeben. Bessere Darstellungen sind unter Weblinks zu finden.
Wie bei allen Handschriften, gibt es natürlich auch hier individuelle Vorlieben und Abweichungen. Entscheidend ist, dass der Schreiber das von ihm selbst Notierte später fehlerfrei lesen kann.

## Bedeutung
Zu beachten ist, dass im Gegensatz zu normalen „Prosatexten“ eine Morsemitschrift wenig oder – im Fall von verschlüsseltem Geheimtext – keine Redundanz aufweist. Während bei üblichen „normalen“ Texten undeutlich oder falsch geschriebene Buchstaben in den meisten Fällen aus dem Zusammenhang erkannt und korrigiert werden können, gibt es diese Möglichkeit bei niedergeschriebenen telegrafischen Texten häufig nicht. Grund ist, dass Morsenachrichten, um die Übertragungszeit zu minimieren, in der Regel von Abkürzungen aller Art nur so wimmeln.
Informationstheoretisch formuliert, enthalten übliche Morsetexte also deutlich weniger Redundanz als normale Sprache. Noch extremer ist es bei Geheimtexten, die aus scheinbar wirren Buchstabengruppen bestehen. Hier ist eine nachträgliche Korrektur von fehlenden oder falsch notierten Buchstaben aus dem Zusammenhang völlig unmöglich. Jeder einzelne Buchstabe muss dann allein und eigenständig erkannt werden können und zwar auch bei hastiger Schreibweise.
Letzteres trifft insbesondere auch auf Rufzeichen zu, auch auf Amateurfunkrufzeichen, bei denen es auf jeden einzelnen Buchstaben ankommt. Schon ein einziger falsch oder missverständlich notierter Buchstabe bedeutet eine völlig andere Funkstelle.

## Name
Funkerschrift wird bei der handschriftlichen Aufzeichnung von akustisch aufgenommenem, also gehörtem Morsecode verwendet. Da dies unabhängig davon ist, ob die Nachrichten tatsächlich per Funktechnik, also „drahtlos“, oder aber kabelgebunden mithilfe der elektrischen Telegrafie übertragen werden, und in dem Fall nicht gefunkt wurden, ist der Name „Funkerschrift“ nicht ganz präzise. Man müsste eher von „Telegrafisten-Schrift“ sprechen. Da die drahtgebundene Telegrafie aber praktisch ausgestorben ist, besteht keine Verwechslungsgefahr.